# 野村浩康
野村 浩康（のむら ひろやす、1937年 - 2024年5月25日）は、日本の物理化学者。名古屋大学名誉教授。名古屋大学副総長や、東京電機大学副学長、ソノケミストリー研究会会長などを歴任した。

## 人物・経歴
京都府生まれ。1962年名古屋大学理学部化学科卒業。1964年名古屋大学大学院理学研究科修士課程修了。1973年名古屋大学工学博士。益川敏英京都大学名誉教授は学生時代の友人。
1973年名古屋大学助教授。1975年サスカチュワン大学博士研究員。1983年名古屋大学教授。1993年名古屋大学評議員。1996年名古屋大学副総長、ソノケミストリー研究会会長。1998年溶液化学研究会会長。
2000年名古屋大学名誉教授、東京電機大学理工学部教授。2003年ソノケミストリー研究会功績賞受賞。2004年東京電機大学総合研究所長。2005年東京電機大学学長補佐（副学長）。2006年東京電機大学研究企画室長。2007年東京電機大学客員教授。2015年瑞宝中綬章受章。2024年5月25日死去。叙正四位。

## 編書
- 『物理化学実験法』東京理科大学出版会 1986年
- 『大学の社会的責任 : 大学における学問・教育・人材育成』丸善 2001年
- 『大学化学への入門 : 演習問題を中心に』学術図書出版社 2006年
- 『理工系学生のための化学基礎』学術図書出版社 2013年